# Eyne
Eyne (Eina en catalán) es una localidad  y comuna francesa, situada en el departamento de Pirineos Orientales en la región de Languedoc-Rosellón y comarca de la Alta Cerdaña. En 1989, el alcalde pidió el retorno del pueblo a España, al igual que su homólogo de Les Angles también en 1989 y el de Font-Romeu-Odeillo-Via en 2012.
A sus habitantes se les conoce por el gentilicio de eynois en francés y einencs en catalán.

## Geografía

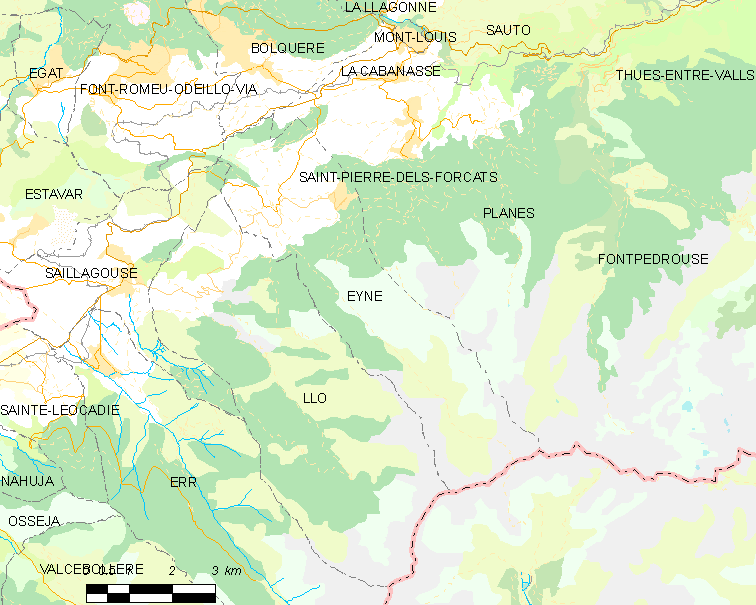
Situación de Eyne

## Demografía
| 7 | 38 | 49 | 50 | 84 | 127 | 163 |
| Para los censos de 1962 a 1999 la población legal corresponde a la población sin duplicidades (Fuente: INSEE [Consultar]) |    |    |    |    |     |     |

## Lugares de interés
- Maison de la Vallée D'Eyne. Exposición sobre el desarrollo sostenible en el valle del Eyne